# 管燧鯛
管燧鯛為輻鰭魚綱金眼鯛目燧鯛亞目燧鯛科管燧鯛屬的其中一種，發現於南澳大利亞海域，棲息深度約25公尺，體具發光器官，體長可達8公分，夜行性。

## 擴展閱讀
維基物種上的相關：管燧鯛